# 以色列國家象徵

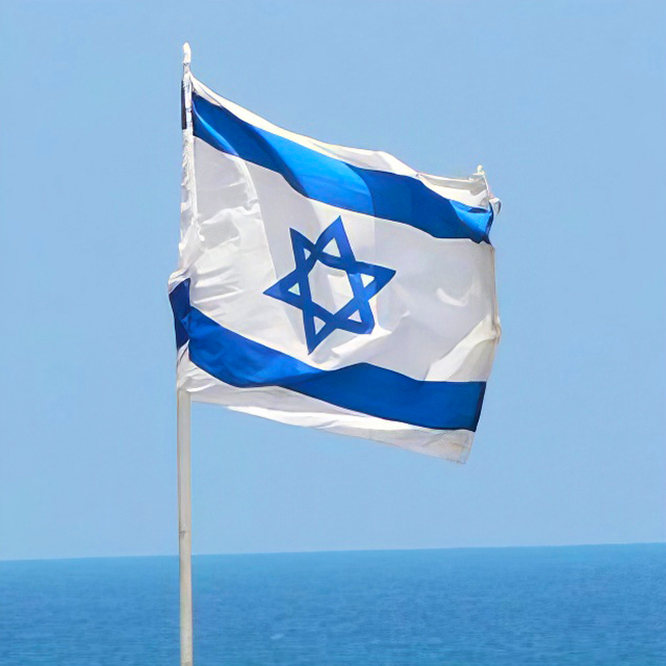
飘扬的以色列国旗

以色列国家象征用来在以色列国内外代表以色列国和以色列民族。

## 国旗

以色列国旗

以色列国旗的背景为白色，中间为蓝色的大卫星，大卫星上下各有一条蓝色的横条。
这一国旗样式在19世纪末近代第一次犹太人大规模回归以色列时就被构想，1897年第一次世界犹太人大会将其定为犹太锡安复国主义旗帜。1948年10月28日，这一旗帜被正式选定为以色列国旗，这一设计从其他提案中脱颖而出，因为它之前已经在以色列犹太人中流行开。 
两条蓝色条带代表犹太祷告披巾（tallit），也象征犹太人出埃及时经历的神迹，红海海水分开，犹太人从而通过红海。
大卫星代表以色列国的犹太认同，和以色列人的文化和历史。

## 国徽

以色列国徽

该会徽以色列是一个盾牌，中间为犹太金燈台，两边为两个橄榄枝，底部标签为希伯来语书写的“以色列”。
国徽由Gabriel and Maxim Shamir兄弟设计，1949年10月从众多方案中脱引而出，被正式选为国徽。

## 国歌

以色列国歌歌词,《希望》 "Hatikvah"

《希望》（"Hatikvah"）是以色列的国歌。这首歌是1878年由来自乌克兰利沃夫州的一个的加利西亚犹太人Napphtali Herz Imber所写。他在1880年代早期移民巴勒斯坦地区。 歌词是随后被锡安之爱和后来的犹太复国主义运动，在1897年第一次犹太复国主义大会上定位国歌。 歌词有一些变动。
《希望》的歌谱是为数不多的几个用小调演唱的国歌。["米拉罗迪诺"(保加利亚)和"Meniñ Qazaqstanım"(哈萨克斯坦)]。歌的其他一些亚洲国家的一个不同的音调，如 日本 和 尼泊尔的。 虽然这首歌听起来很悲伤，但歌曲，如“希望”这个歌名所表示的，是乐观和令人振奋的。这首歌的主题围绕着2,000年来的犹太民族对在以色列这片土地上自由和独立生活的渴望，这一民族的梦想，在1948年以色列建国后终于实现。

## 国家颜色
以色列国家代表性颜色是国旗上的蓝色和白色. 这一蓝色和白色搭配起源于圣经，在圣经中提过几次。
蓝色和白色也是以色列国家运动队服装的传统颜色。

## 非官方国家象征

### 国鸟

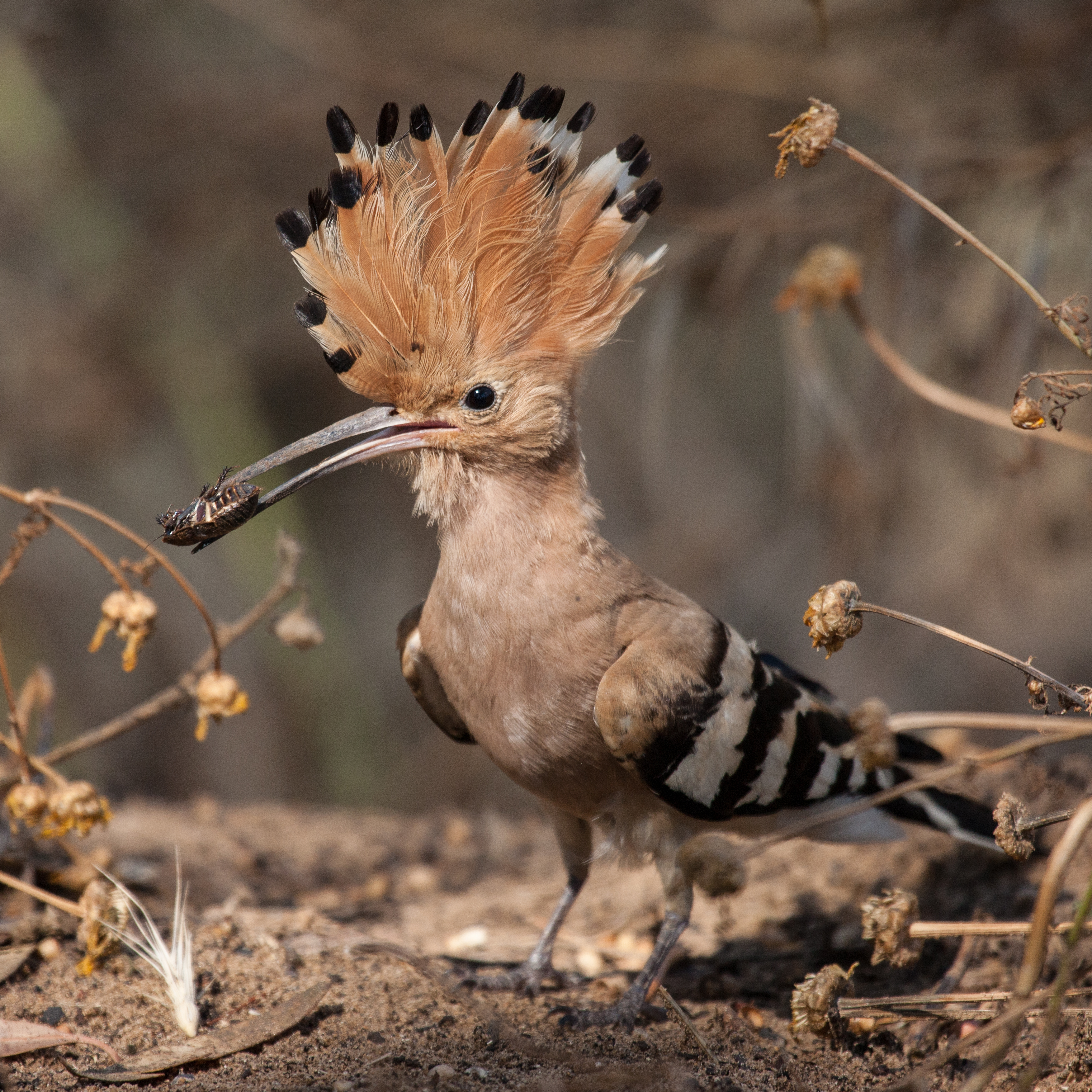
戴胜鸟

2008年以色列国成立60周年之际，经过15万5000人全国调查，戴胜鸟被选为以色列国鸟，得票数超过白眼镜夜莺。
以色列总统佩雷斯于2008年5月29日宣布戴胜鸟为以色列国鸟。

### 国花

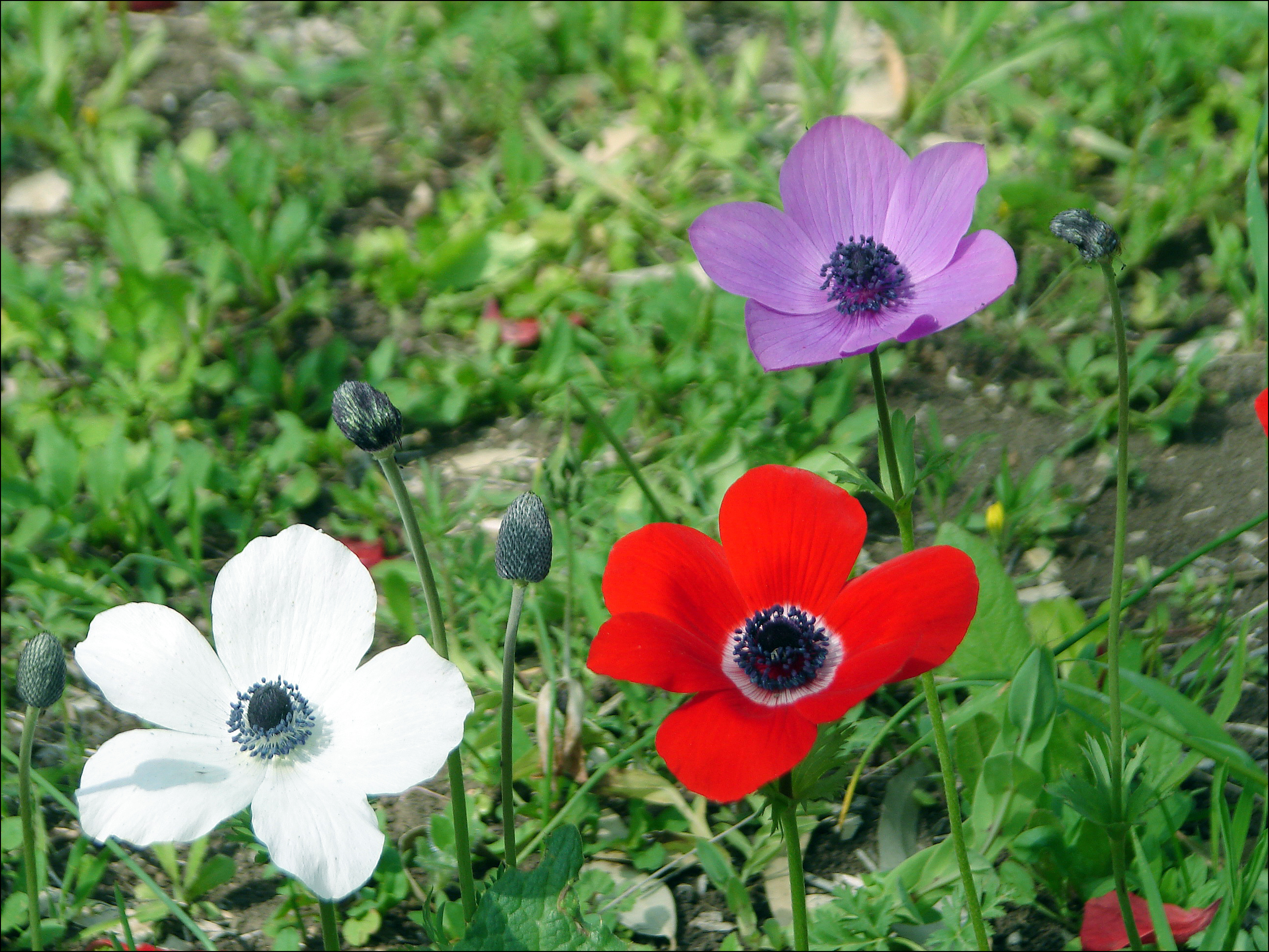
Anemone

在2007年9月，仙客来 (רקפת，学名 Cyclamen persicum)被选为以色列国花，2008年作为以色列国花参加北京“同一个世界”花卉展。 仙客来在以色列新消息报网站上举办的投票中，得票数以微弱优势超过银莲花(6509vs6053) 但是，在2013举办的更大一个投票活动中，银莲花得票数最多，当选为以色列国花。

### 国树

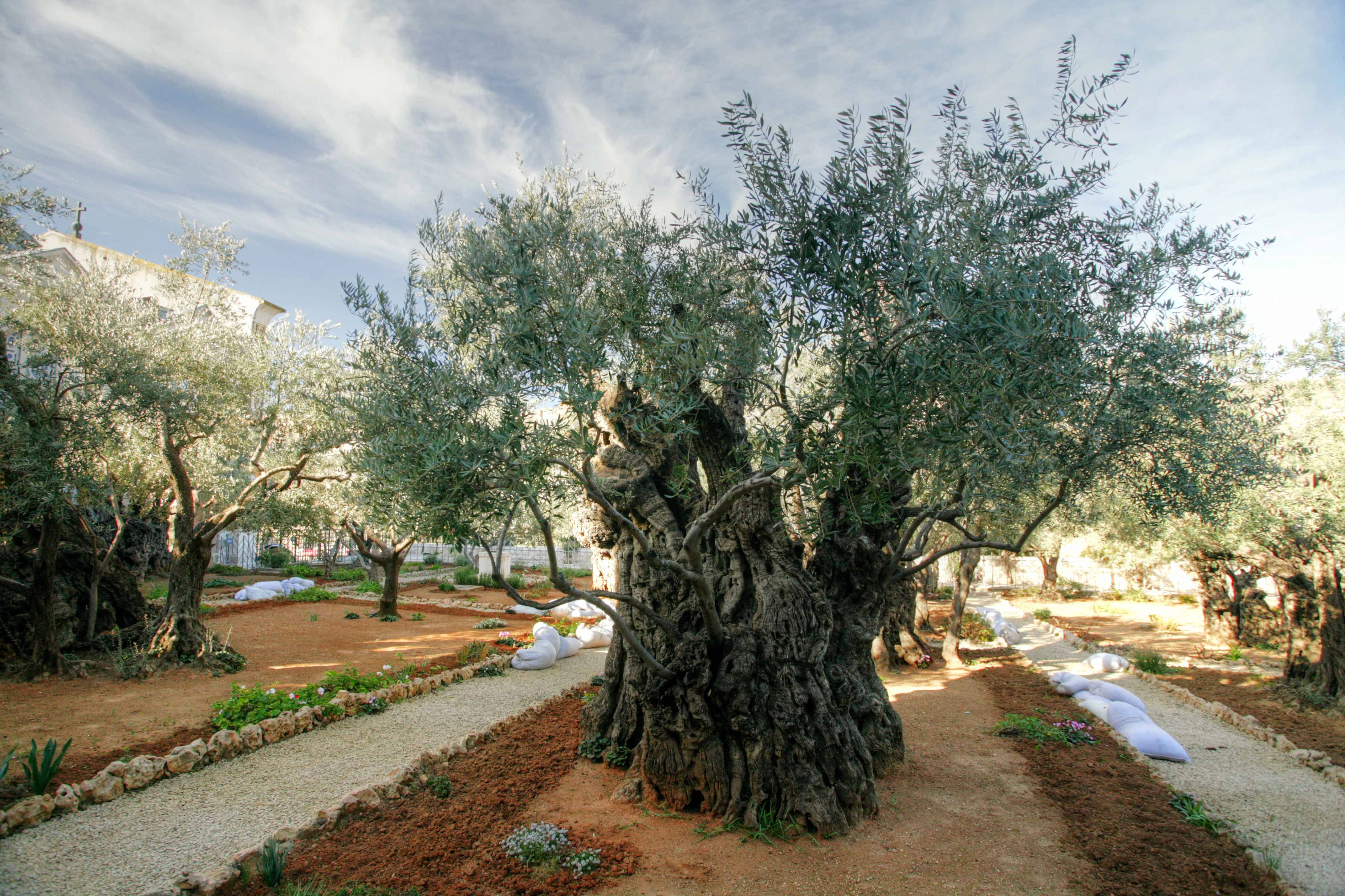
橄榄树

在2007年9月，橄榄树被选为以色列国树，2008年作为以色列国树参加北京“同一个世界”植物展。橄榄树是希伯来圣经中提到过的应许之地的七种植物之一。

### 国犬

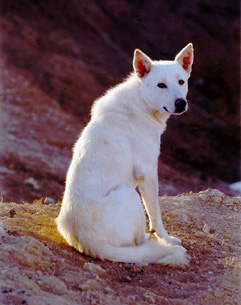
迦南犬

迦南犬是以色列国犬。，广泛分布于从西奈半岛到叙利亚的南黎凡特地区。
1966年世界犬业联盟承认迦南犬为以色列国犬。 